# Lac de Caniel
Le lac de Caniel  est un lac artificiel français situé dans la côte d'Albâtre dans le département de la Seine-Maritime.

## Géographie

### Localisation
Le lac de Caniel est situé entre les communes de Vittefleur, Clasville et Cany-Barville.
Ancienne ballastière ayant servi entre autres à la construction de la voie ferrée entre le Havre et Dieppe (doute, le terrain étant intact en 1952 sur les photos et la voie ferrée créée avant les années 1900)

### Climat
La station climatique la plus proche se trouve dans le cap de la Hève et sert de référence pour les données météorologiques.
| Mois                                                                 | Jan  | Fev  | Mar   | Avr   | Mai   | Jui   | Jui   | Aou   | Sep   | Oct   | Nov  | Dec  | Année  |
| -------------------------------------------------------------------- | ---- | ---- | ----- | ----- | ----- | ----- | ----- | ----- | ----- | ----- | ---- | ---- | ------ |
| Températures moyennes (°C)                                           | 4,6  | 4,9  | 6,8   | 8,8   | 12,1  | 14,8  | 17    | 17,2  | 15,7  | 12,6  | 8,2  | 5,6  | 10,7   |
| Précipitations moyennes (mm)                                         | 62,6 | 49   | 54,3  | 42,9  | 52,7  | 52,6  | 50,2  | 48,5  | 64,5  | 74,1  | 88,1 | 69,4 | 708,6  |
| Insolation moyenne (h)                                               | 62,9 | 87,7 | 136,2 | 179,5 | 214,6 | 224,4 | 237,8 | 218,5 | 168,3 | 124,5 | 74,7 | 56,7 | 1787,9 |
| Source : « Cap de la Hève, Seine-Maritime (76), 100m - [1961-1990] » |      |      |       |       |       |       |       |       |       |       |      |      |        |

## Histoire
Lac naturel, ancienne ballastière (carrière de pierres) ayant servi entre autres à la construction de la voie ferrée Le Havre/Dieppe, est situé entre les communes de Vittefleur, Clasville et Cany-Barville. Sa base de loisirs permet la pratique de nombreuses activités nautiques

## Sport
Le lac comporte une base de loisirs permettant la pratique de nombreuses activités nautiques à partir de dériveur, canoë-kayak, planche à voile et téléski nautique ainsi que d'autres loisirs comme la luge d'été ou le minigolf.

## Galerie photo

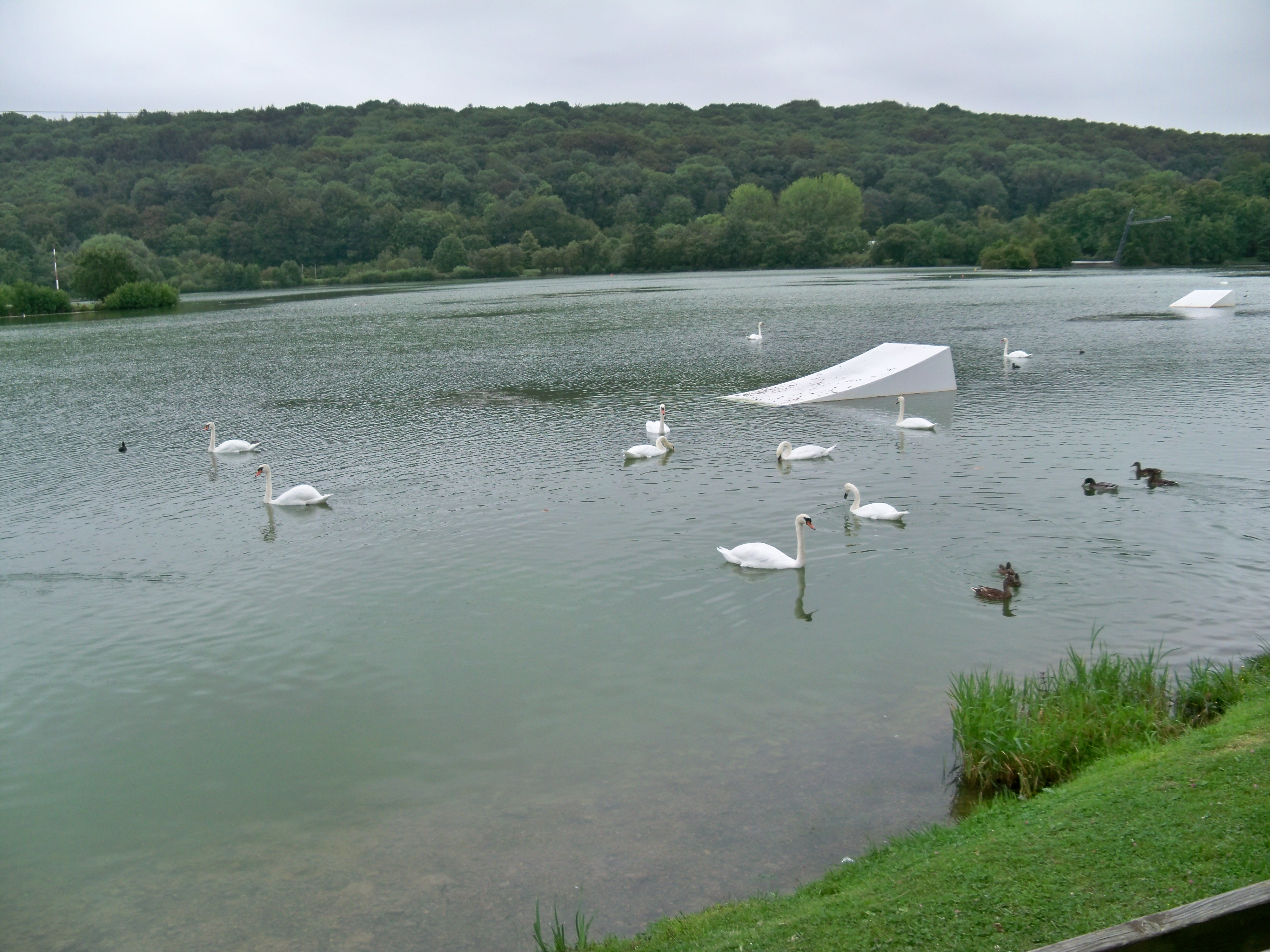
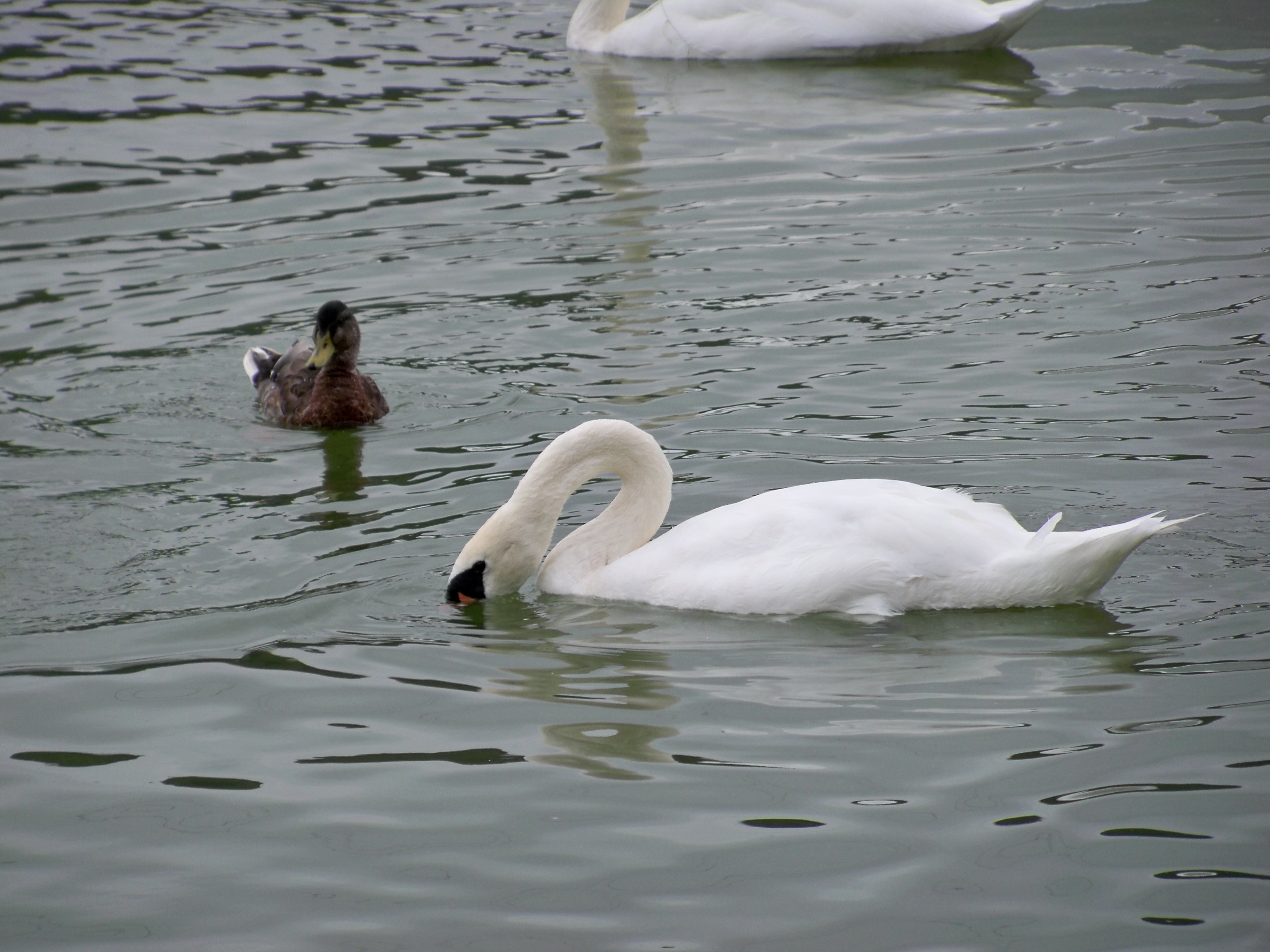
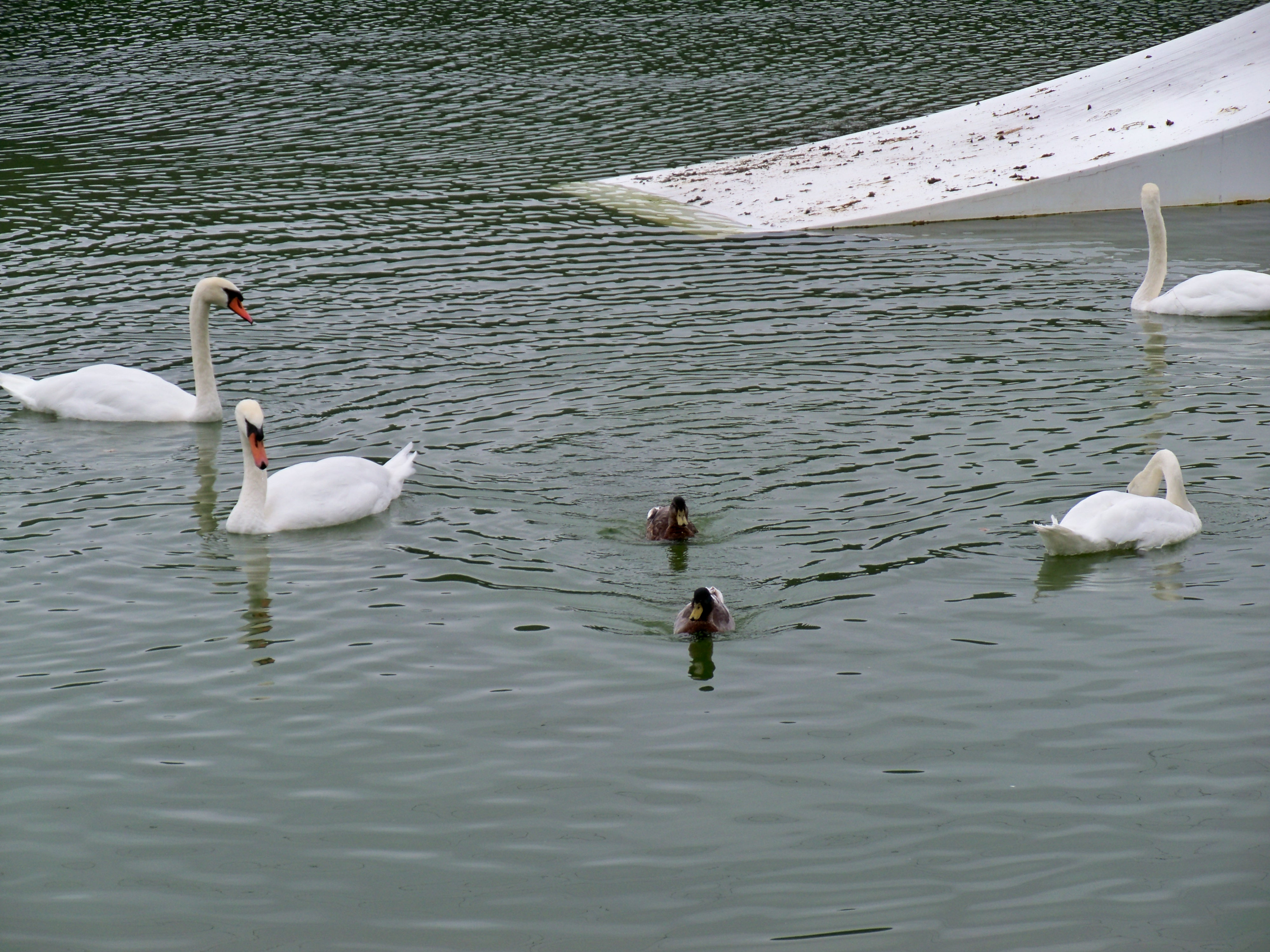
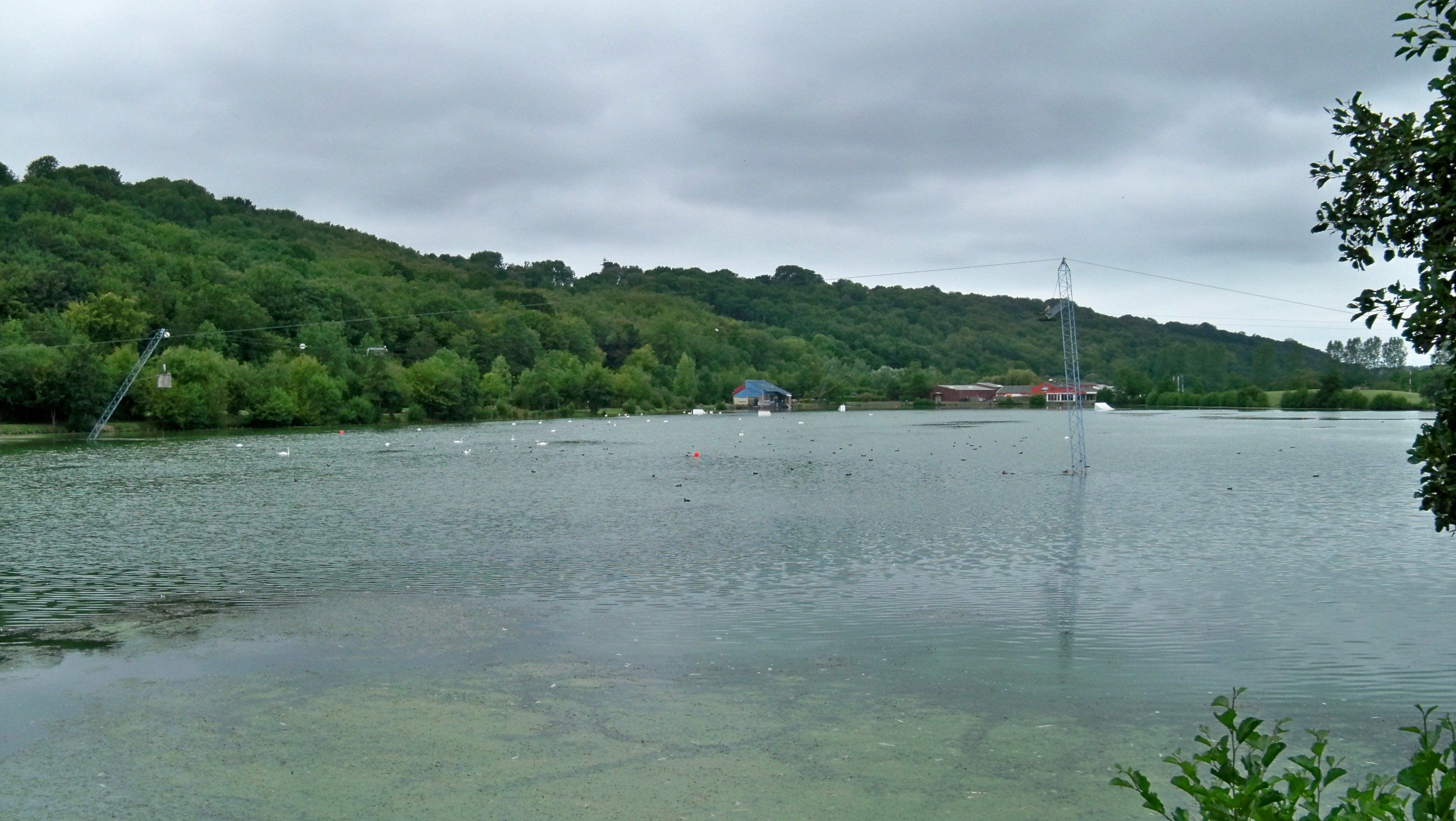
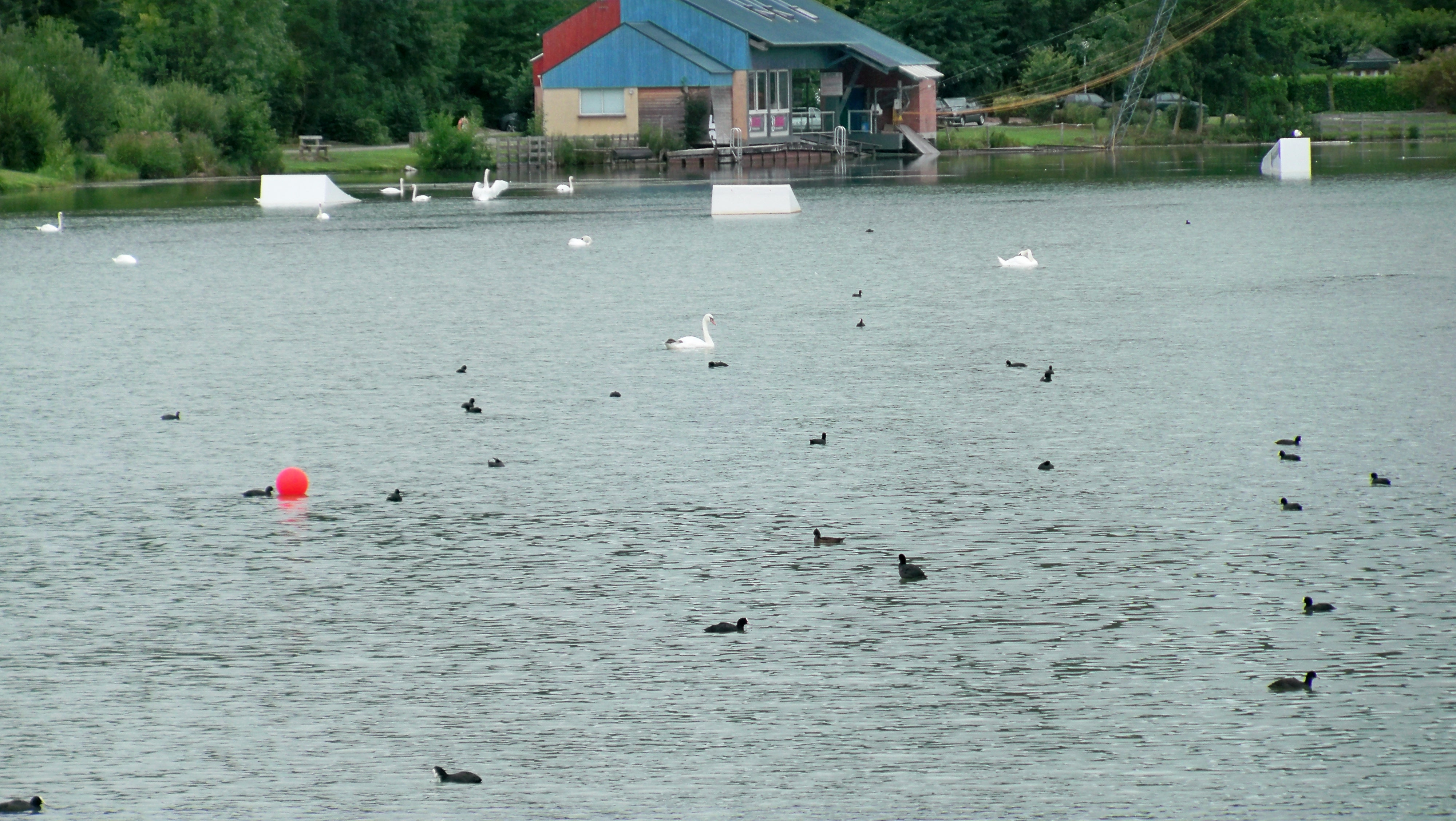